# 国際難民機関

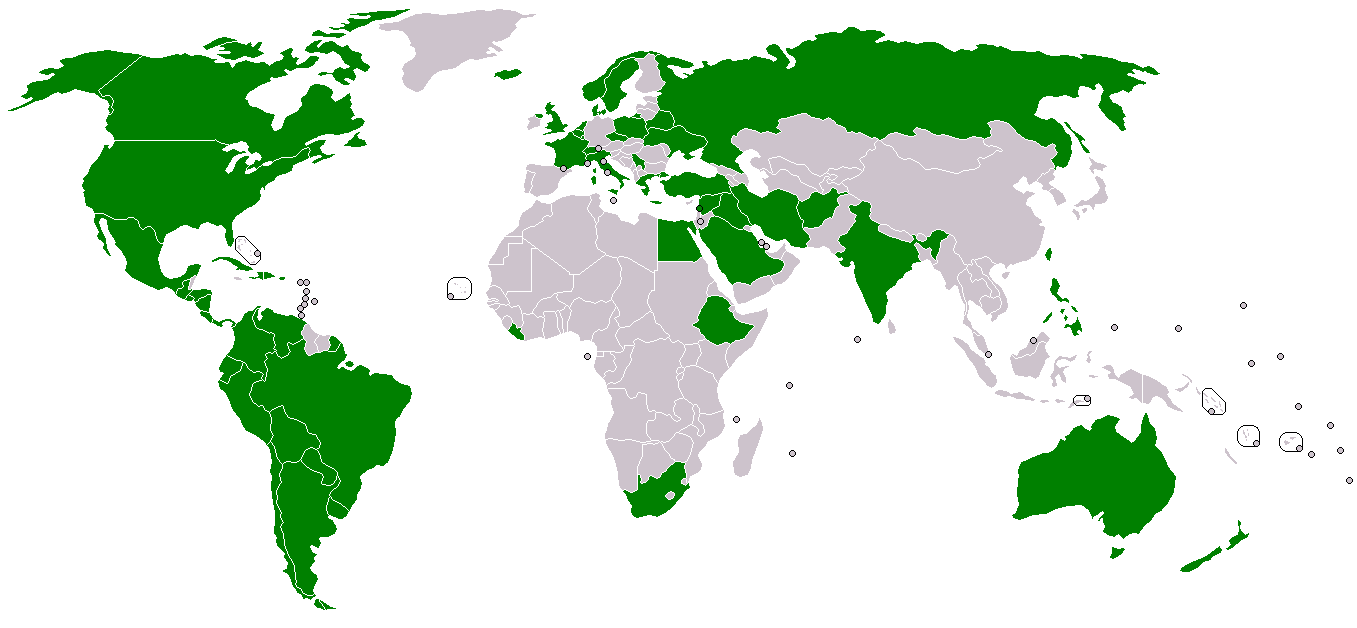

国際難民機関 (こくさいなんみんきかん、International Refugee Organization, IRO) は、第二次世界大戦によって生じた大量難民の問題に対処するために、1946年4月20日に設立された。準備委員会は、その14ヶ月前に活動を開始した。国際連合の専門機関であり、初期の連合国救済復興機関の機能の多くを継承した。1951年に活動を終了し、国連難民高等弁務官事務所 (UNHCR) がこれに替わった。
国際難民機関憲章は1946年12月15日に国連総会によって採択され、機関の活動分野について規定した。同憲章は、母国から戦後ドイツへと追放された、あるいは追放予定である「ドイツ民族起源の人々」のことを、「当機関の関知しない」個人として定義したため、論争を呼んだ。同憲章は、欧州における他の強制追放者全体を総計で上回った集団を、対象範囲から除外した。また、西側同盟諸国とソ連との間に意見の相違があったため、IROは西側占領軍の管理地域でのみ活動した。
IROは18ヶ国の批准によって成立した。オーストラリア、ベルギー、カナダ、中華民国（台湾）、デンマーク、ドミニカ共和国、フランス、グアテマラ、アイスランド、イタリア、ルクセンブルク、オランダ、ニュージーランド、ノルウェー、スイス、イギリス、アメリカ合衆国、ベネズエラである。米国は、IROの年間予算1億5500万ドルの約40%を負担した。同機関の初代事務局長はウィリアム・ハラム・タック (William Hallam Tuck) で、1949年7月31日にJ・ドナルド・キングズリー (J. Donald Kingsley) が同職を継承した。
1951年9月30日まで存続し、その間に定住を斡旋した難民は1,046,000人、本国送還を行った難民は74,000人にのぼった。

## フィルモグラフィ
- 山河遥かなり（The Search：フレッド・ジンネマン、1948年）　IROは、1945年のドイツにおける児童難民に関する映画の制作を支援した。